# كاساي الغربية
كاساي الغربية واحدة من مقاطعات جمهورية الكونغو الديمقراطية الإحدى عشر السابقة منذ عام 1966 حتى 2015.
- كانت مساحتها 154,742كم2.

محافظة كاساى الغربية

- وبلغ عدد سكانها 5,336,068 مليون نسمة في عام 2010.

تم تقسيم المقاطعة إلى مقاطعتين بموجب دستور 2006 إلى مقاطعة كاساي الوسطي ومقاطعة كاساي تم تنفيذ في 2015.

## موقع
كانت كاساي الغربية له حدود مع محافظات باندوندو في الغرب، وإكواتور في الشمال وكاساي الشرقية من الشرق، وكاتانغا في الجنوب الشرقي، وأيضا له حدود مع جمهورية أنغولا من الجنوب، عاصمة المحافظة هي كانانغا تعتبر من أكبر مدن الكونغولي، المحافظة أخذت اسمها من نهر كاساي الذي يتدفق عبر منقطة كاساي من الجنوب إلى الشمال.

## اللغات
الفرنسية هي اللغة الرسمية، اللغة لوبا-كاساي لغة يتكلمها حوالي 6.3 مليون شخص في منطقة كاساي وهي واحدة من أربع لغات وطنية من «جمهورية الكونغو الديمقراطية».